# Antoine Derizet
Antoine Deriset ou Derizet, né le 16 novembre 1685 à Lyon et mort le 6 octobre 1768 à Rome, est un architecte français, premier prix de Rome en 1720.

## Biographie
Peu de choses sont connues sur sa formation. Sans doute a-t-il participé à Lyon à quelques constructions mais rien ne vient appuyer ce dire. Pourtant en 1720, il reçoit le tout premier Prix de Rome, pour un projet d'entrée d'un palais dorique, ce qui suggère qu'il a dû participer à Paris à des projets d'architecture, mais rien ne nous est parvenu. Le 8 décembre 1723, il arrive à Rome après avoir reçu une bourse de l'Académie de France. En 1728, il est admis à l'Académie Nationale  de Saint-Luc où il enseigne la géométrie et la perspective. L'Académie détient deux dessins pour un Projet du Temple d'un prince de première dignité ecclésiastique, sujet du Concorso Clementino de 1725. Il participe à la rénovation de plusieurs églises de Rome. Il dessine la future église des Saints Claude et André des Bourguignons (Église Santi Claudio e Andrea dei Borgognoni), église des bourguignons de Franche-Comté (1728-30, voir la note 4). En 1729, il devient membre de la Congrégation de Saint-Louis qui avait la responsabilité des édifices religieux. Il obtient alors la responsabilité de la surveillance des édifices. En 1736, il conçoit  l'église Santissimo Nome di Maria al Foro Traiano et participe à la décoration de l'église Saint-Louis-des-Français de Rome.
Antoine Derizet est un adepte de la transposition des proportions musicales en architecture.
Adrien Manglard est son contemporain ; il a travaillé comme lui à Rome.